# جائزة المجر الكبرى 1993
جائزة المجر الكبرى 1993 هو سباق فورمولا 1 أقيم بتاريخ 15 أغسطس 1993 في حلبة المجر، بودابست. كان الحادي عشر من أصل 16 في بطولة العالم لسباقات الفورمولا واحد موسم 1993. حلّ البريطاني دايمون هيل أولا بينما جاء الإيطالي ريكاردو باتريس في المركز الثاني وحصل على المركز الثالث النمساوي غيرهارد بيرغر.